# Laminacauda magna
Laminacauda magna är en spindelart som beskrevs av Alfred Frank Millidge 1991. Laminacauda magna ingår i släktet Laminacauda och familjen täckvävarspindlar.
Artens utbredningsområde är Juan Fernández-öarna. Inga underarter finns listade i Catalogue of Life.